# Tmesisternus transversatus
Tmesisternus transversatus là một loài bọ cánh cứng trong họ Cerambycidae.